# Surdegis
Surdegis è una città del distretto di Anykščiai della Contea di Utena, nel nord-est della Lituania. Secondo un censimento del 2011, la popolazione ammonta a 158 abitanti.
Non è molto distante da Troškūnai.

## Galleria d’immagini

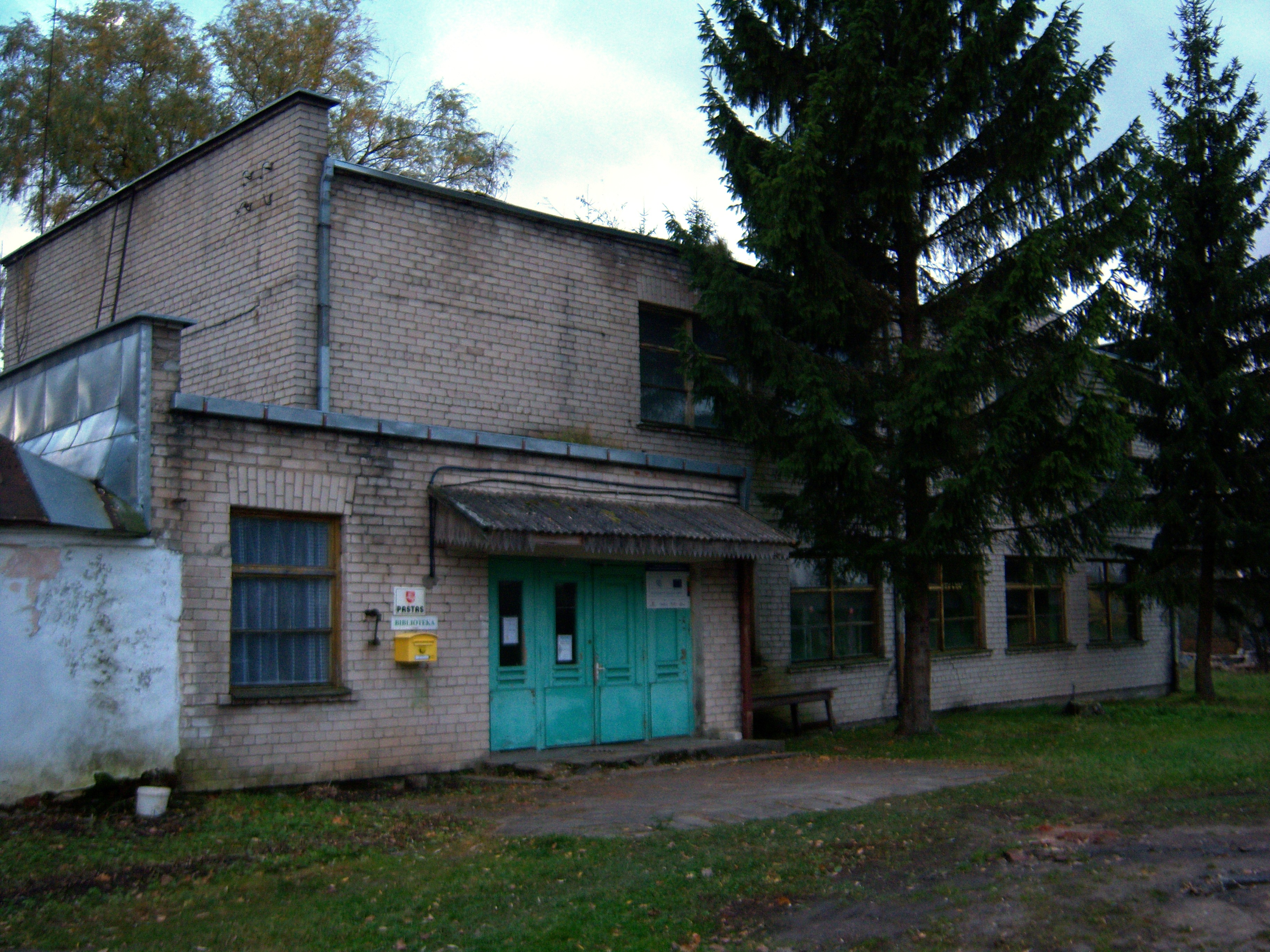
Vecchia struttura della città
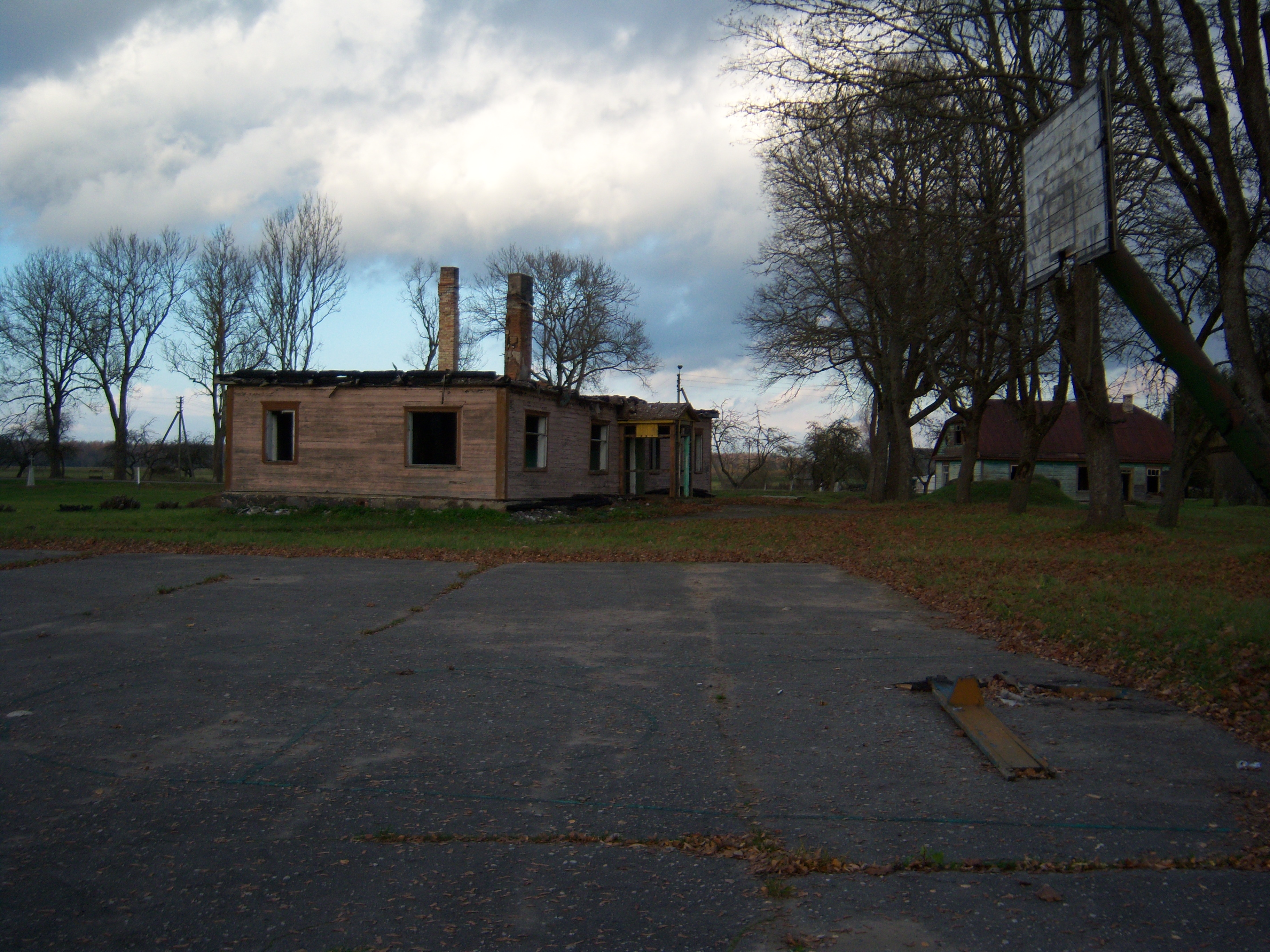
Struttura scolastica dismessa
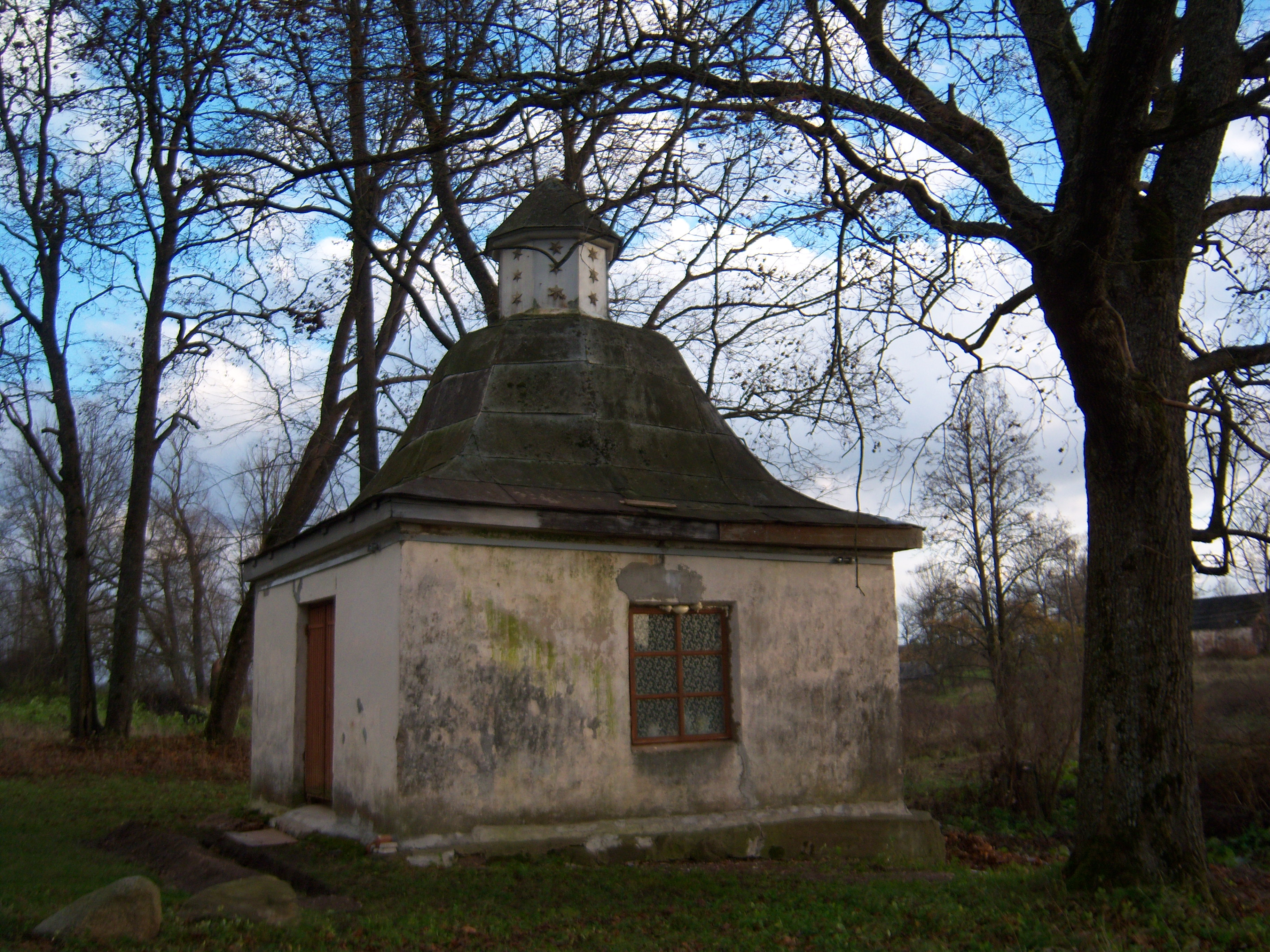
Cappelletta di un ex chiesa ortodossa
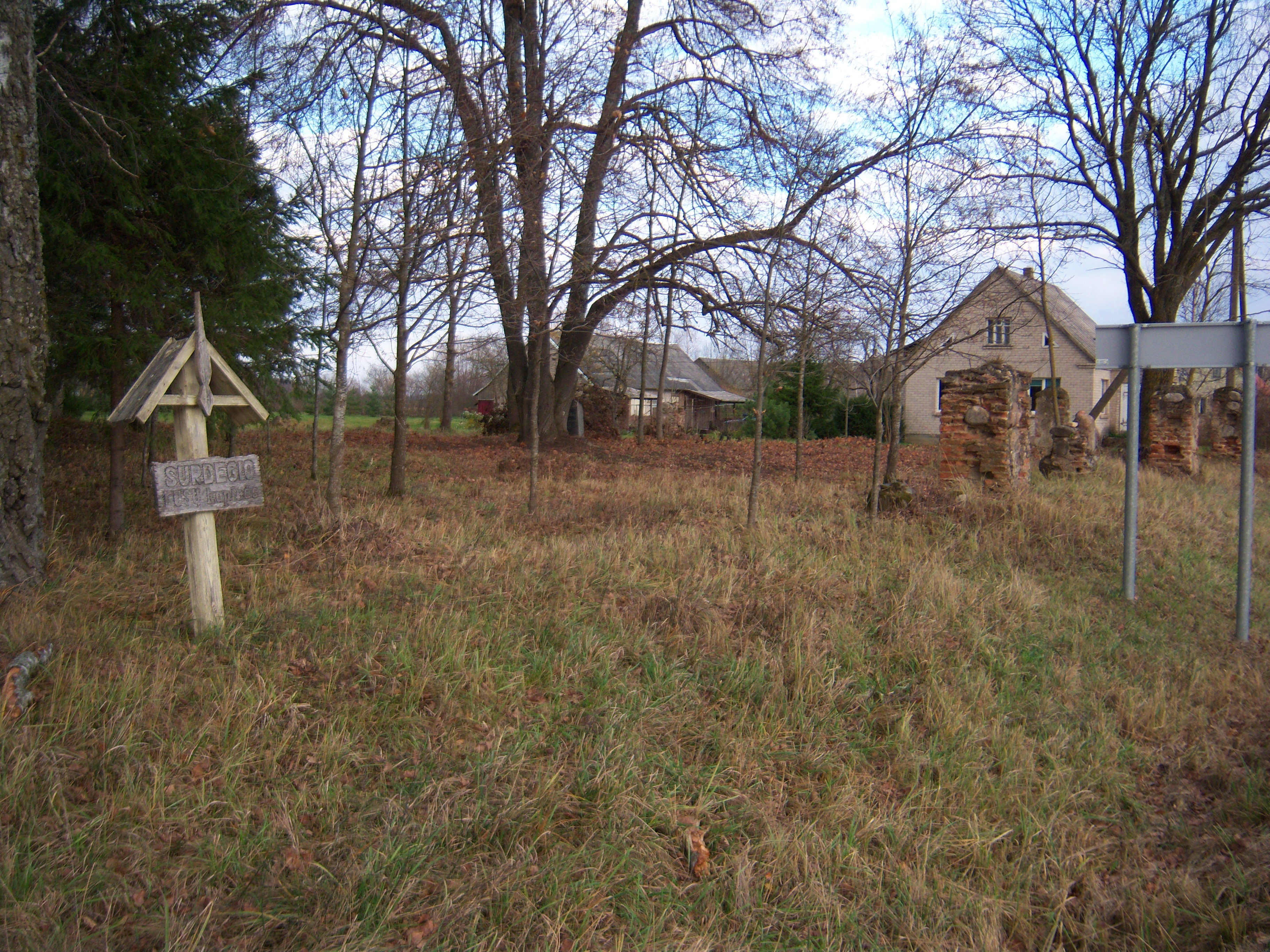
Antico cimitero russo
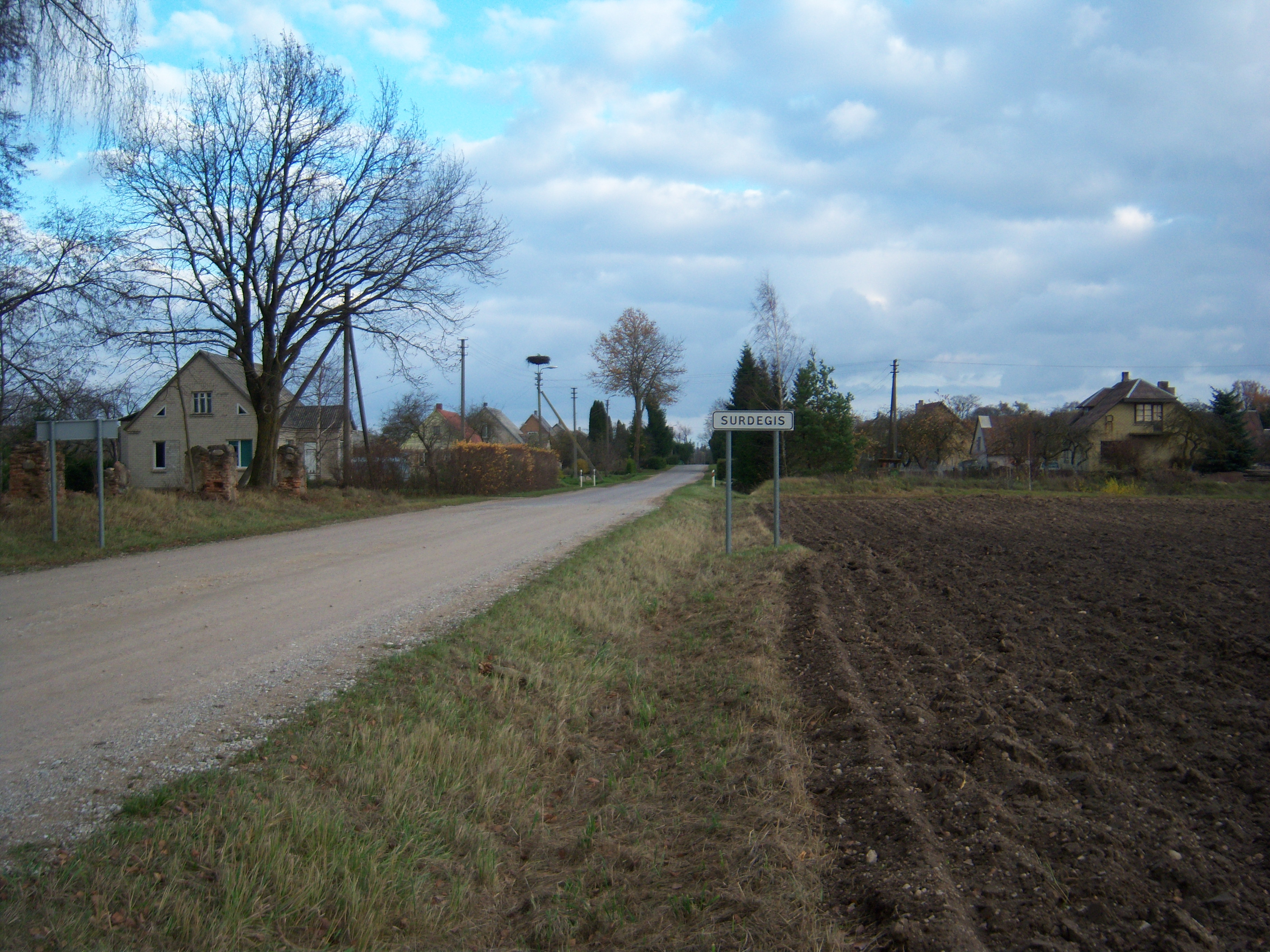
Ingresso urbano
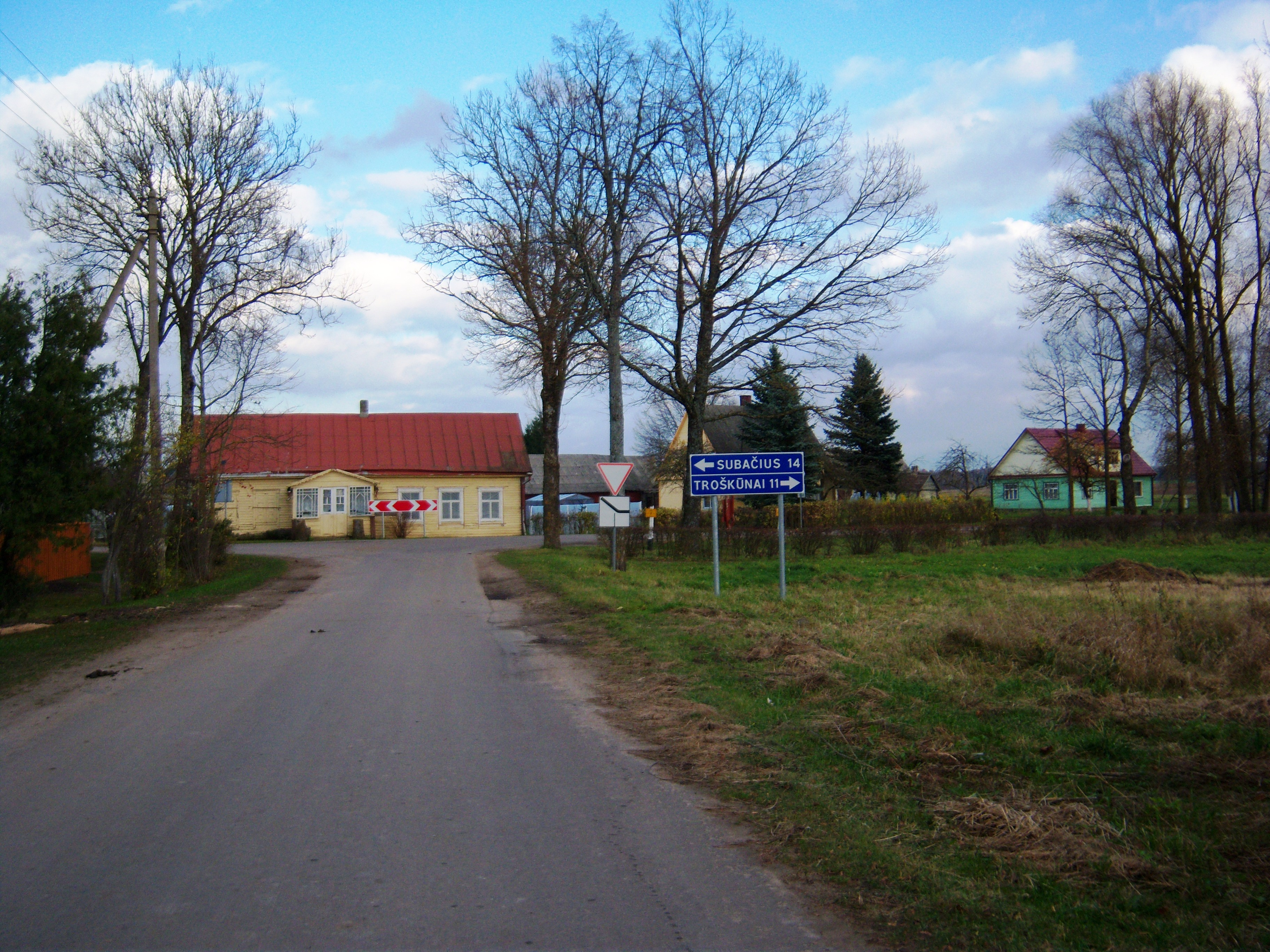
Strada al centro cittadino